# Phygadeuon surriensis
Phygadeuon surriensis är en stekelart som beskrevs av Morley 1947. Phygadeuon surriensis ingår i släktet Phygadeuon och familjen brokparasitsteklar. Inga underarter finns listade i Catalogue of Life.